# أندريا باربييري
أندريا باربييري (بالإسبانية: Andrea Barbieri)‏ هي ممثلة أرجنتينية، ولدت في 17 أبريل 1965 في الأرجنتين.

## وصلات خارجية
- أندريا باربييري على موقع IMDb (الإنجليزية)